# ولسوالی میدان‌شهر

ولسوالی میدان وردک

میدان شهر یک ولسوالی در شرق ولایت وردک ذر افغانستان است. جمعیتم این ولایت در سال ۲۰۰۲ بالغ بر ۱۲۱٬۵۳۱ نفر برآورد شده است. مرکز این ولایت میدان شهر است.